# 만화경 (웹툰)
만화경 배달의민족 운영사인 우아한형제들이 2019년 8월 28일에 출시한 웹툰 플랫폼이다.  
격주 또는 주간으로 웹툰이 연재되며, 그 외에 단편 작품과 인터뷰 컨텐츠도 존재한다.

## 웹툰
인기작품
레인보우 팔레트 보관됨 2022-01-25 - 웨이백 머신
불편해요 선배님
내 이름을 불러줘 보관됨 2022-06-15 - 웨이백 머신
생존일지 보관됨 2022-06-15 - 웨이백 머신
오늘도 달콤하세요 보관됨 2022-06-15 - 웨이백 머신
중간계 사우나 보관됨 2022-01-09 - 웨이백 머신 등 

완결
개구리 공주
그리고 또
나의 연애 D-Day
낭만도시 
눈맞춤
별일없이산다
안녕안녕해
윌슨가의 비밀
하루의 끝을 당신과
환상여행
회사원 채대리
오픈했어요 매직컬 마카롱
Winter Game
오늘을 살아본 게 아니잖아
결혼 교과 시간
그림을 그리는 일
꼬꼬댁 대소동
논스톱 서브웨이
동네 한 바퀴
섬의 봄
페어리링
Return
이웃집 남녀 in 교토
마이킬러

## 서비스 연혁
- 2022.03 만화 덕질공간인 태그톡 커뮤니티가 출시되었다.
- 2021.09 에피소드 위에 댓글을 달 수 있는 구름톡 기능이 출시되었다. 기술블로그 보기
- 2019년 8월 28일 : 안드로이드 앱 출시 오픈, PC 사이트 보관됨 2019-10-15 - 웨이백 머신 오픈
- 2019년 9월 2일 : iOS 앱 출시 오픈
- 2019년 10월 2일 : 모바일 웹 보관됨 2019-10-15 - 웨이백 머신 오픈

1. ↑  https://www.manhwakyung.com 보관됨 2019-10-15 - 웨이백 머신 만화경 모바일 웹사이트